# NGC 583
NGC 583 je galaksija u zviježđu Kit.

## Vanjske poveznice
- SEDS: NGC 0583